# Großer Ferghanakanal
Der Große Ferghanakanal (vollständiger Name Großer Ferghanakanal Usman Jussupow, usbekisch Katta Fargʻona kanali, russisch Большой Ферганский канал Bolschoi Ferganski kanal, tadschikisch Канали калони Фарғона Kanali kaloni Farghona) ist ein Bewässerungskanal im Ferghanatal in Zentralasien. Der Kanal ist etwa 350 km lang und fließt durch Usbekistan, Kirgisistan und Tadschikistan.

## Geschichte
Usman Jussupow, der 1937 zum Ersten Sekretär der Kommunistischen Partei der Usbekischen Sozialistischen Sowjetrepublik ernannt worden war, trieb Wasserbauprojekte für die Bewässerung voran, um neue Anbauflächen für Baumwolle zu gewinnen. Die dafür erforderlichen Arbeitskräfte wurden durch Massenmobilisierung der Bevölkerung bereitgestellt, die für eine bestimmte Zeit zur Arbeit auf den sogenannten Volksbaustellen rekrutiert wurden. So wurde beispielsweise im März 1938 ein 32 km langer Kanal von sechs Metern Breite und zwei Metern Tiefe in nur 17 Tagen erbaut.
Im März 1939 stellte Jussupow in Moskau seine Pläne für einen Großkanal durch das gesamte Ferghanatal vor und erhielt dafür die Unterstützung Stalins. Der Bau des Kanals begann im August 1939 (Bauleiter Wiktor Poslawski). Dazu wurden 160.000 usbekische und tadschikische Kolchosenarbeiter auf die Kanalbaustellen verbracht. Der Kanalaushub erfolgte in Handarbeit mit Hacke und Schubkarren. In der zweiten Septemberhälfte war der Bau fertiggestellt. Er war eines der größten Wasserbauwerke der UdSSR.
Im Anschluss an den Bau des Großen Ferghanakanals wurden in den Jahren 1940 bis 1941 der Nördliche Ferghanakanal  und der Südliche Ferghanakanal gebaut. Als Ergebnis dieser Kanalbauten stieg die bewässerte landwirtschaftliche Fläche erheblich an und die Baumwollernte verdoppelte sich.
Restaurierungsarbeiten am Großen Ferghanakanal wurden 1953–1962, 1964 und 1967 durchgeführt. Ursprünglich nach Stalin benannt, wurde der Kanal 1966 nach Usman Jussupow umbenannt.

## Verlauf
Der Große Ferghanakanal wird flussaufwärts von Uchqoʻrgʻon links aus dem Naryn ausgeleitet und verläuft zunächst im Wesentlichen nach Südosten. Dabei fließt er auch ein kurzes Stück durch kirgisisches Staatsgebiet.
Nach 44 km stößt der Kanal bei Kuyganyor von rechts auf den Karaüngkür kurz vor dessen Mündung in den Qoradaryo. Er folgt dem Flusslauf dieser beiden Flüsse einige Kilometer nach Süden, bevor er bei Andijon wieder nach links von dem Qoradaryo abzweigt.
Im Verlauf seiner restlichen etwa 300 km fließt der Kanal im Wesentlichen nach Westen. Er passiert die Städte Shahrixon, Tinchlik, Qoʻqon und Yaypan und quert bei Konibodom die Grenze nach Tadschikistan. Dort läuft er südlich am Kairakkum-Stausee vorbei und fließt unterhalb von Chudschand von links in den Syrdarja.
Bei Andijon mündet der Andijonsoy in den Großen Ferghanakanal, bei Shahrixon der Shahrixonsoy und bei Qoratepa der Isfayramsoy. Bei
Chudschand nimmt der Kanal einen Großteil des Wassers des Chodschabakirgan auf.
Von den etwa 350 km des Kanals verlaufen 283 km durch Usbekistan, 62 km durch Tadschikistan und ein kurzes Stück durch Kirgisistan.

## Nutzung
Der Große Ferghanakanal wird zur Bewässerung in der Landwirtschaft genutzt, vor allem für den Anbau von Baumwolle. Etwa 2.570 km² werden bewässert, davon etwa 1.000 km² durch den Kanal alleine und der Rest durch den Kanal und benachbarte Flüsse gemeinsam.